# 斎藤勝利
斎藤 勝利（さいとう かつとし、1943年12月6日 - ）は日本の実業家。第一生命ホールディングス会長、日本経団連副会長、生命保険協会会長を歴任。旭日大綬章受章。

## 人物
東京都出身。東京都立国立高等学校を経て、1967年一橋大学商学部卒業。同年第一生命保険入社。
国内営業、財務部、ロンドン駐在などを経て、1989年国際企画部長、1991年調査部長就任。保険業法改正にあたり、大蔵省折衝の中心的な役割を担い、頭角を現す。
1994年取締役調査部長、1995年取締役企画・広報本部長兼調査部長、1997年常務取締役、2001年代表取締役専務。2000年には損害保険子会社の育成路線を転換し、安田火災海上保険との提携を発案。アメリカンファミリー生命保険との業務提携もまとめた。
2004年第一生命保険代表取締役社長。業界を先駆け海外展開を本格化した。2010年に大手生命保険会社として初めて相互会社から株式会社に転換し、東京証券取引所に上場したのを機に社長を退任し、代表取締役副会長に就任。2011年に代表取締役会長。2016年第一生命ホールディングス代表取締役会長。2017年第一生命ホールディングス特別顧問。
この間、2006年横山進一の後任として生命保険協会会長に就任し保険料未払い問題に対応。2009年生命保険協会副会長。2008年から東京急行電鉄監査役。2011年日本経済団体連合会副会長、2013年帝国ホテル取締役、アサヒグループホールディングス監査役。森村豊明会評議員等も歴任
2017年11月3日付の秋の叙勲で、旭日大綬章を受章。趣味はオペラ観賞と絵画鑑賞。